# أبو العلا 90 (مسلسل)
أبو العلا 90 هو مسلسل مصري أنتج عام 1996، من بطولة الممثل المصري محمود مرسي. يحكي المسلسل عن أبو العلا، وهو شخص ريفي شديد المثالية بالفطرة، مرتبط بالمبادئ إلى حد المعاناة، يتعرف على الأستاذ فهلوة، وهو رجل خبير في النصب والاحتيال والأونطة والمراوغة، ويعيش معه أبو العلا الكثير من المغامرات خلال المسلسل وهذا المسلسل هو الجزء الثاني أبو العلا البشري .